# Mini Juegos del Pacífico
Los Mini Juegos del Pacífico (anteriormente conocidos como los Mini Juegos del Pacífico Sur) son un evento multideportivo disputado por países y territorios ubicados en la región del Pacífico. Se llama los juegos 'Mini' porque es una versión reducida de los Juegos del Pacífico y se rota de manera similar cada cuatro años en los años intermedios entre los juegos principales.
Los minijuegos se han celebrado cada cuatro años desde los juegos inaugurales en Honiara, Islas Salomón en 1981.

## Ediciones
| Año  | Edición | Ciudad     | País anfitrión           | Inaugurado por           | Deportes | Eventos | Equipos | Fecha de apertura | Fecha de clausura | Competidores | Nación campeona    | Ref |
| ---- | ------- | ---------- | ------------------------ | ------------------------ | -------- | ------- | ------- | ----------------- | ----------------- | ------------ | ------------------ | --- |
| 1981 | I       | Honiara    | Islas Salomón            | Desconocido              | 5        | 51      | 15      | 8 de julio        | 16 de julio       | +600         | Nueva Caledonia    |     |
| 1985 | II      | Rarotonga  | Islas Cook               | Desconocido              | 6        | 56      | 16      | 31 de julio       | 9 de agosto       | 700          | Papúa Nueva Guinea |     |
| 1989 | III     | Nuku'alofa | Tonga                    | King Tāufaʻāhau Tupou IV | 6        | 93      | 16      | 22 de agosto      | 1 de septiembre   | 832          | Samoa              |     |
| 1993 | IV      | Port Vila  | Vanuatu                  | Desconocido              | 6        | 67      | 15      | 6 de diciembre    | 16 de diciembre   |              | Fiyi               |     |
| 1997 | V       | Pago Pago  | Samoa Americana          | Desconocido              | 11       | 144     | 19      | 11 de agosto      | 22 de agosti      | 1798         | Nauru              |     |
| 2001 | VI      | Kingston   | Isla Norfolk             | Desconocido              | 10       | 97      | 18      | 3 de diciembre    | 14 de diciembre   |              | Fiyi               |     |
| 2005 | VII     | Koror      | Palaos                   | Tommy Remengesau         | 12       | 170     | 20      | 25 de julio       | 4 de agosto       |              | Nueva Caledonia    |     |
| 2009 | VIII    | Rarotonga  | Islas Cook               | Frederick Tutu Goodwin   | 15       | 144     | 21      | 21 de septiembre  | 2 de octubre      | +1354        | Fiyi               |     |
| 2013 | IX      | Mata Utu   | Wallis y Futuna          | François Hollande        | 8        | 127     | 22      | 2 de septiembre   | 12 de septiembre  |              | Papúa Nueva Guinea |     |
| 2017 | X       | Port Vila  | Vanuatu                  | Tallis Obed Moses        | 14       | 173     | 24      | 5 de diciembre    | 15 de diciembre   | 2000         | Nueva Caledonia    |     |
| 2021 | XI      | Saipán     | Islas Marianas del Norte | Ralph Torres             | 9        | 144     | 19      | 17 de junio       | 25 de junio       | 1034         | Papúa Nueva Guinea |     |
| 2025 | XII     | Koror      | Palaos                   | TBA                      |          |         |         |                   |                   | TBD          |                    |     |

Al igual que con los juegos principales, el costo de proporcionar las instalaciones y la infraestructura necesarias es una preocupación para las naciones más pequeñas de la región. En preparación para los Juegos de 2009 en Rarotonga, a pesar de haber sido anfitriones de los juegos anteriormente, el gobierno local consideró desviar fondos de un proyecto de carretera y obtuvo un préstamo de 10 millones de dólares del gobierno chino para financiar la construcción de un estadio.

## Medallero
*Actualizado a la edición 2021.
| Medallero general | Medallero general             | Medallero general | Medallero general | Medallero general |       |
| ----------------- | ----------------------------- | ----------------- | ----------------- | ----------------- | ----- |
| Pos               | Nación                        | Oro               | Plata             | Bronce            | Total |
| 1                 | Nueva Caledonia               | 248               | 193               | 146               | 587   |
| 2                 | Fiyi                          | 189               | 178               | 178               | 545   |
| 3                 | Papúa Nueva Guinea            | 182               | 187               | 173               | 542   |
| 4                 | Polinesia Francesa            | 151               | 109               | 105               | 365   |
| 5                 | Samoa                         | 133               | 80                | 88                | 301   |
| 6                 | Nauru                         | 66                | 23                | 30                | 119   |
| 7                 | Vanuatu                       | 42                | 57                | 59                | 158   |
| 8                 | Islas Cook                    | 38                | 49                | 50                | 137   |
| 9                 | Tonga                         | 33                | 42                | 75                | 150   |
| 10                | Islas Salomón                 | 28                | 74                | 63                | 165   |
| 11                | Samoa Americana               | 27                | 32                | 22                | 81    |
| 12                | Kiribati                      | 22                | 11                | 17                | 50    |
| 13                | Islas Marianas del Norte      | 20                | 25                | 18                | 63    |
| 14                | Guam                          | 19                | 19                | 34                | 72    |
| 15                | Australia                     | 16                | 3                 | 5                 | 24    |
| 16                | Palaos                        | 12                | 11                | 8                 | 31    |
| 17                | Wallis y Futuna               | 9                 | 24                | 32                | 65    |
| 18                | Micronesia                    | 9                 | 6                 | 5                 | 20    |
| 19                | Isla Norfolk                  | 7                 | 17                | 14                | 38    |
| 20                | Islas Marshall                | 5                 | 6                 | 0                 | 11    |
| 21                | Tuvalu                        | 3                 | 3                 | 11                | 17    |
| 22                | Niue                          | 2                 | 14                | 7                 | 23    |
| 23                | Nueva Zelanda                 | 2                 | 7                 | 0                 | 9     |
| -                 | Atletas independientes de PGC | 2                 | 1                 | 0                 | 3     |
| 24                | Tokelau                       | 0                 | 2                 | 1                 | 3     |

## Concepto
Tras el éxito de los Juegos, el Consejo de los Juegos del Pacífico decidió crear una versión más pequeña de los juegos (que son los Mini Juegos del Pacífico). Esto era para permitir que naciones y territorios más pequeños pudieran organizar eventos y competir entre ellos.

## Deportes
| - Tiro con arco - Atletismo - Bádminton - Béisbol - Baloncesto - Culturismo - Boxeo - Fútbol - Golf - Judo - Karate - Bowls - Netball - Canoa polinesia - Levantamiento de potencia - Rugby 7 | - Touch rugby - Navegación a vela - Tiro deportivo - Softball - Squash - Natación - Tenis de mesa - Taekwondo - Tenis - Triatlón - Tenis - Voleibol - Voleibol de playa - Halterofilia - lucha |

## Consejo de los Juegos del Pacífico
El organismo rector de los minijuegos es el Consejo de Juegos del Pacífico. Al igual que los juegos principales, la bandera del Consejo se presenta a la nación anfitriona de los próximos minijuegos al final de cada edición. A partir de 2017, el consejo tiene 22 naciones miembro.
Otras dos naciones, Australia y Nueva Zelanda, no son miembros del consejo, pero se invitan como observadores a la asamblea general del consejo. Estas naciones participaron en los minijuegos de 2017 e hicieron su debut en los juegos principales en 2015.